# Miyoshi Jūrō

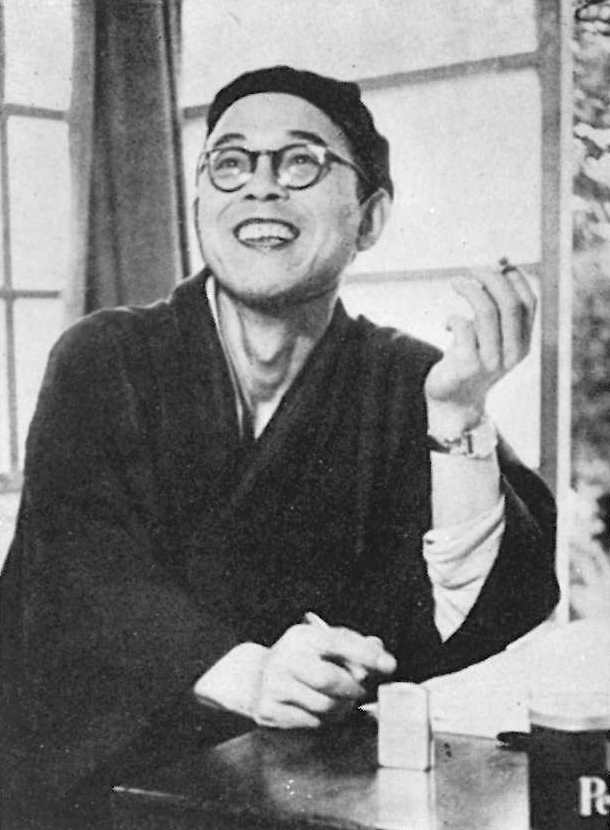
Miyoshi Jūrō

Miyoshi Jūrō (japanisch 三好 十郎; geboren 23. April 1902 in der Präfektur Saga; gestorben 16. Dezember 1958 in Tokio) war ein japanischer Dramatiker, Dichter und Schriftsteller.

## Leben und Wirken
Miyoshi Jūrō stammte aus einer Familie Mori. Da seinen Eltern sich trennten, wuchs er bei einer Familie Miyoshi auf. Bereits während seines Studiums an der Waseda-Universität verfasste er Gedichte. 1925 machte er seinen Studienabschluss im Fach Englische Literatur. In den frühen 1920er Jahren kam er mit dem Syndikalismus in Berührung, gründete mit Tsuboi Shigeji die „Liga für eine Kunst des linken Flügels“ (左翼芸術同盟, Sayoku geijutsu dōmei). In der ersten Ausgabe der Liga-Zeitschrift 1928 veröffentlichte er sein erstes Drama „Kubi o kiru no wa dare da“ (首を切るのは誰だ) – „Wer hat mich gefeuert?“. Im gleichen Jahr, als es zum Zusammenschluss von „NAP“ (Nihon puroretaria gekijō dōmei) – „Liga der proletarischen Theater Japans“ kam, veröffentlichte Miyoshi die Komödie „Kizudarake no O-Aki“ (疵だらけのお秋) – „Von Wunden gekennzeichnete O-Aki“. Es folgten „Tangasu“ (炭塵) – „Kohlenstaub“ 1930 und andere Stücke.
Enttäuscht von der proletarischen Bewegung trennte sich Miyoshi in der Mitte der 1930er Jahre von der linken Bewegung. Aber auch die späteren Stücke befassen sich mit Gedanken der einfachen Leute. Seine wichtigsten Dramen waren „Kirare no senta“ (斬られ仙太) – „Senda, der im Kampf umkam“ 1934, „Hikoroku ōi ni warau“ (彦六大いに笑ふ) – „Großes Gelächter über Hikoroku“ (1936), „Bui“ (浮標) – „Die Boje“ (1940) und „Shishi“ (獅子) – „Der Löwe“ (1943).
Nach dem Zweiten Weltkrieg verfasste Miyoshi u. a. „Haikyo“ (廃墟) – „Ruinen“ (1947), „Sono hito o shirazu“ (その人を知らず) – „Ohne diesen Menschen zu kennen“（1948）und „Honoo no hito“ (炎の人) – „Ein flammender Mensch“: eine kleine van Gogh-Biografie 1951.
Für „Honoo no hito“ u. a. Werke wurde Miyoshi 1951 mit dem Yomiuri-Literaturpreis in der Gruppe „Dramen/Drehbücher“	ausgezeichnet.
Nach MiyoshisTod wurde unter Mitwirkung von Ōtake Masao (大武 正人) eine Gesamtausgabe seiner Werke von 1960 bis 1966 herausgegeben, die 63 Bände umfasst.